# Fight
Fight — американская метал-группа, основанная фронтменом «Judas Priest» Робом Хэлфордом после того, как он покинул группу в 1992 году. Барабанщик «Judas Priest» Скотт Трэвис, не уходя из группы, принял участие и в проекте Хэлфорда. Затем к ним присоединились гитарист Расс Парриш, гитарист и клавишник Брайан Тильсе и бас-гитарист Джек «Джей-Джей» Браун.
Музыка новой группы сильно отличалась от звучания предыдущей группы Хэлфорда: это была смесь классического хеви-метала, трэш-метала и нового на тот момент грув-метала. В 1995 году во время подготовки третьего альбома «Epic Records» расторгла с группой контракт, в результате чего осенью того же года «Fight» распалась.
20 декабря 1997 года группа воссоединилась с тремя первоначальными участниками для разового выступления в «Mason Jar» в Финиксе.

## Дискография

### Студийные альбомы
| War of Words                                                                              | - Выпущен: 14 сентября 1993 - Лейбл: Epic Records - Форматы: CD, digital download | 83  | 49 | 56 | - US: 223,902+ |
| A Small Deadly Space                                                                      | - Выпущен: 18 апреля 1995 - Лейбл: Epic Records - Форматы: CD, digital download   | 120 | 48 | —  | - США: 67,407+ |
| «—» указывает на трек, который не показан в чарте или не продавался на данной территории. |                                                                                   |     |    |    |                |

### Сборники
| название                    | подробности                                                                     |
| --------------------------- | ------------------------------------------------------------------------------- |
| Mutations                   | - Выпущен: 12 июля 1994 - Лейбл: Epic Records - Форматы: CD                     |
| K5 – The War of Words Demos | - Выпущен: 2007 - Лейбл: Sony Music - Форматы: CD, digital download             |
| Into the Pit                | - Выпущен: 4 июля 2008 - Лейбл: Metal God Entertainment - Форматы: CD (box set) |

### Видео альбомы
| название                | подробности                                                      |
| ----------------------- | ---------------------------------------------------------------- |
| War of Words – The Film | - Released: 2007 - Label: Metal God Entertainment - Formats: DVD |